# 曽根昌長
曽根 昌長（そね まさなが）は、戦国時代の武将。甲斐武田家の家臣。

## 生涯
武田信昌の時代からの武田家重臣で、諱の昌長は信昌の偏諱と推測される。信昌・信縄父子に仕え、楠浦昌勝とともに信縄・信虎の有力側近として知られる。重臣としての活動は永正3年（1506年）11月に五所権現（金桜神社）修造で代官を務めているのが所見となる。
信縄の没後は信虎に仕え、永正17年（1520年）の栗原兵庫との戦いでは信虎軍の大将を務めた。大永元年（1521年）の武田晴信誕生に当たっては目役を務めた。大永2年（1522年）11月、東郡大工村神社の修造において代官を務めているが、これが活動の最後となる。
大永3年（1523年）に死去。家督は嫡子の縄長が継いだ。